# 여호와이레
야훼 이레(Yahweh-jireh), 또는 여호와이레(Jehovah-jireh)라는 뜻은 [여호와께서 보심]. 또는 [여호와께서 준비하심]이다.
여호와는 하느님의 영어 고유 명사이다. 히브리어 יְהֹוָה을 음역화하고, 거룩한 테트라그라마톤 יהוה을 모음화한 것이며 성경에 따르면 하느님이 그분의 거룩한 사람들에게 나타났다는 뜻의 이름이다.

## 유래
야훼이레는 하느님의 산에서 준비되리라는 말이다. 곧, 이 단어는 아브라함의 신앙이 하느님으로부터 인정받는 것과 관련되어 나온 말이다. 창세기 22장 14절에 따라 하느님이 아브라함에게 그의 아들 이삭을 번제물로 바치라고 명령하였던 모리아 지역을 가리킨다. 아브라함이 하느님께서 이삭 대신 양을 번제물로 예비한 것에 따라 이 지역의 이름을 여호와이레로 불렀다.

## 같이 보기
- 여호와
- 여호와닛시
- 여호와삼마